# 1965년 일본 시리즈
1965년 일본 시리즈(일본어: 1965年の日本シリーズ)는 1965년 10월 30일부터 11월 5일까지 열린 일본 프로 야구의 일본 시리즈 경기이다. 센트럴 리그 우승 팀인 요미우리 자이언츠가 총 5차례의 접전을 펼친 끝에 퍼시픽 리그 우승 팀 난카이 호크스를 누르고 4승 1패의 성적을 기록, 1963년 이후 2년 만에 7번째 우승을 차지했다.

## 감독
| 소속 리그   | 소속              | 감독              |
| ----------- | ----------------- | ----------------- |
| 센트럴 리그 | 요미우리 자이언츠 | 가와카미 데쓰하루 |
| 퍼시픽 리그 | 난카이 호크스     | 쓰루오카 가즈토   |

## 경기 일정
- 1차전 : 10월 30일
- 2차전 : 10월 31일
- 3차전 : 11월 3일
- 4차전 : 11월 4일
- 5차전 : 11월 5일

## 경기 기록
| 일시                                    | 경기   | 원정팀(선공)      | 스코어    | 홈팀(후공)        | 개최 구장     | 개시 시각 | 경기 시간  | 관중수   |
| --------------------------------------- | ------ | ----------------- | --------- | ----------------- | ------------- | --------- | ---------- | -------- |
| 10월 30일(토)                           | 1차전  | 요미우리 자이언츠 | 4 - 2     | 난카이 호크스     | 오사카 구장   | 13시 00분 | 2시간 30분 | 30,094명 |
| 10월 31일(일)                           | 2차전  | 요미우리 자이언츠 | 6 - 4     | 난카이 호크스     | 오사카 구장   | 13시 00분 | 3시간 6분  | 30,139명 |
| 11월 1일(월)                            | 이동일 | 이동일            | 이동일    | 이동일            | 이동일        | 이동일    | 이동일     | 이동일   |
| 11월 2일(화)                            | 3차전  | 우천 취소         | 우천 취소 | 우천 취소         | 고라쿠엔 구장 | -         | -          | -        |
| 11월 3일(수)                            | 3차전  | 난카이 호크스     | 3 - 9     | 요미우리 자이언츠 | 고라쿠엔 구장 | 13시 00분 | 2시간 32분 | 32,151명 |
| 11월 4일(목)                            | 4차전  | 난카이 호크스     | 4 - 2     | 요미우리 자이언츠 | 고라쿠엔 구장 | 12시 58분 | 2시간 27분 | 31,089명 |
| 11월 5일(금)                            | 5차전  | 난카이 호크스     | 2 - 3     | 요미우리 자이언츠 | 고라쿠엔 구장 | 12시 59분 | 2시간 22분 | 26,803명 |
| 우승: 요미우리 자이언츠(2년 만에 7번째) |        |                   |           |                   |               |           |            |          |

## 일본 시리즈 경기 결과

### 1차전
- 10월 30일 - 오사카 구장

| 팀 | 1 | 2 | 3 | 4 | 5 | 6 | 7 | 8 | 9 | R | H | E |
| 요미우리 | 1 | 0 | 0 | 0 | 2 | 1 | 0 | 0 | 0 | 4 | 8 | 1 |
| 난카이 | 0 | 0 | 0 | 0 | 0 | 0 | 2 | 0 | 0 | 2 | 7 | 0 |
| 승리 투수: 가네다 마사이치(1-0) 패전 투수: 스기우라 다다시(0-1) 홈런: 요미우리 – 오 사다하루(1회 1점, 5회 1점), 시바타 이사오(5회 1점) |   |   |   |   |   |   |   |   |   |   |   |   |

### 2차전
- 10월 31일 - 오사카 구장(연장 10회)

| 팀 | 1 | 2 | 3 | 4 | 5 | 6 | 7 | 8 | 9 | 10 | R | H  | E |
| 요미우리                                                                                                   | 0 | 0 | 0 | 0 | 0 | 0 | 4 | 0 | 0 | 2  | 6 | 10 | 1 |
| 난카이 | 2 | 0 | 0 | 0 | 2 | 0 | 0 | 0 | 0 | 0  | 4 | 6  | 0 |
| 승리 투수: 미야타 유키노리(1-0) 패전 투수: 미우라 기요히로(0-1) 홈런: 요미우리 – 나가시마 시게오(10회 2점) |   |   |   |   |   |   |   |   |   |    |   |    |   |

### 3차전
- 11월 3일 - 고라쿠엔 구장

| 팀 | 1 | 2 | 3 | 4 | 5 | 6 | 7 | 8 | 9 | R | H | E |
| 난카이 | 0 | 0 | 0 | 0 | 0 | 0 | 3 | 0 | 0 | 3 | 6 | 3 |
| 요미우리 | 2 | 0 | 0 | 0 | 0 | 0 | 5 | 2 | X | 9 | 8 | 1 |
| 승리 투수: 가네다 마사이치(2-0) 패전 투수: 조 스탠카(0-1) 홈런: 요미우리 – 나가시마 시게오(1회 2점), 오 사다하루(8회 2점) |   |   |   |   |   |   |   |   |   |   |   |   |

### 4차전
- 11월 4일 - 고라쿠엔 구장

| 팀                                                              | 1 | 2 | 3 | 4 | 5 | 6 | 7 | 8 | 9 | R | H | E |
| 난카이                                                          | 0 | 0 | 0 | 0 | 0 | 4 | 0 | 0 | 0 | 4 | 9 | 1 |
| 요미우리                                                        | 0 | 0 | 0 | 0 | 0 | 0 | 0 | 0 | 2 | 2 | 6 | 0 |
| 승리 투수: 하야시 도시히코(1-0) 패전 투수: 나카무라 미노루(0-1) |   |   |   |   |   |   |   |   |   |   |   |   |

### 5차전
- 11월 5일 - 고라쿠엔 구장

| 팀 | 1 | 2 | 3 | 4 | 5 | 6 | 7 | 8 | 9  | R | H | E |
| 난카이                                                                                                | 2 | 0 | 0 | 0 | 0 | 0 | 0 | 0 | 0  | 2 | 7 | 2 |
| 요미우리                                                                                              | 0 | 0 | 0 | 0 | 0 | 2 | 0 | 0 | 1X | 3 | 6 | 0 |
| 승리 투수: 미야타 유키노리(2-0) 패전 투수: 스기우라 다다시(0-2) 홈런: 난카이 – 노무라 가쓰야(1회 2점) |   |   |   |   |   |   |   |   |    |   |   |   |

## 수상 선수
- MVP : 나가시마 시게오(요미우리)
- 감투상 : 모리시타 노부야스(난카이)
- 타격상 : 모리 마사히코(요미우리)
- 최우수 투수상 : 미야타 유키노리(요미우리)
- 기능상 : 오 사다하루(요미우리)
- 우수 선수상 : 하야시 도시히코(난카이)

## 같이 보기
- 1965년 월드 시리즈